# Léonor François de Tournely
Léonor François de Tournely, né le 21 janvier 1767 à Laval (ou vraisemblablement à Sainte-Marie-du-Bois, près de Lassay) et décédé le 9 juillet 1797 à Hagenbrunn (Autriche), est un prêtre français, fondateur de la Société des Pères du Sacré-Cœur de Jésus qui s'allia à la société italienne des 'Pères de la Foi' en vue de préparer le rétablissement de la Compagnie de Jésus. 

## Biographie
Léonor-François, comme ses deux frères, étudia d'abord sous la direction du curé de Melleray, Jean Leriche. Tournély fut de bonne heure appelé à l'état ecclésiastique. Mais sa piété s'affaiblit un peu dans ses premières études. Après avoir terminé son cours de philosophie au Collège de Laval, il alla étudier la théologie au séminaire Saint-Sulpice, à Paris. Émery alors supérieur général des sulpiciens, s'appliqua avec un soin tout particulier à former le jeune Tournély. Le nouveau séminariste se lia ensuite avec quelques condisciples déjà associés entre eux.
Cette association peut être regardée comme le berceau de la Société du Sacré-Cœur. Parvenu au sacerdoce, Tournély se vit obligé de fuir la France, et retiré en Belgique, au mois de juillet 1791, avec le jeune abbé Charles de Broglie, il conçut, de concert avec celui-ci, le projet de rétablir sous un autre nom la Compagnie de Jésus ; et tous deux, accueillis par le curé d'Osterst, dans le duché du Luxembourg, commencèrent chez ce pasteur l'exécution ou le prélude de leur dessein. En les troupes de la république française les forcèrent en 1793 à s'avancer jusqu'à Anvers, où, après quelques hésitations, les deux amis consultèrent M. Asseline, évêque de Boulogne, prélat, et l'abbé Awelange, recteur de l'université de Louvain et surtout l'abbé Pey, chanoine de Notre-Dame de Paris. Tous les approuvèrent, les encouragèrent, et ce fut ce dernier qui ratifia la dénomination de Société du Sacré-Cœur, que voulait prendre l'institut naissant, et désigna pour supérieur l'abbé de Tournely, qu'il avait connu à Paris. 
Le 8 mai 1794, les deux fondateurs allèrent s'établir près de Louvain, dans une maison de campagne que leur prêta un banquier de cette ville. Bientôt quelques laïques et ecclésiastiques se joignent à eux. Contrainte alors, par suite de l'invasion française, à se retirer d'abord à Venlo, à Francfort, ensuite à quelques lieues de Leitershofen, ils voyageaient à pied, le sac sur le dos, gardant le silence et demandant l'aumône. 
Ils désiraient leur adjonction aux jésuites rétablis ou maintenus en Russie ; mais le RP Lenkiewicz, alors vicaire général, ne crut pas devoir admettre des étrangers qui ne savaient pas la langue. La petite communauté fut placée par l'archevêque d'Augsbourg dans une maison de son village de Gogguigen, à une lieue et demie de la ville, et ce fut alors que la princesse Marie-Anne d'Autriche les connut, leur porta intérêt et commença à lier son existence à cette fondation et à ses suites. Tournély partit avec les PP. de Broglie et Grivel, pour se rendre à Rome, selon le vœu qu'ils avaient fait ; mais il fut obligé de renoncer à ce projet et de s'arrêter en route. Puis dès qu'il fut de retour à Augsbourg, il lui fallut partir avec les siens, pour fuir les armées de la République française qui approchaient, sous la conduite de Moreau et de Jourdan. Le nom et le crédit du Père Charles de Broglie firent que l'empereur d'Autriche leur permit de s'établir à Vienne, et le ministre leur donna un asile dans le couvent des augustins, au faubourg de Landstrasse, où ils furent parfaitement accueillis par les religieux et protégés par l'archevêque. Au bout de six mois, l'arrivée de Napoléon Bonaparte dans le Tyrol jeta l'alarme dans Vienne, qui fut déclarée en état de siège et d'où le gouvernement bannit tous les étrangers, qui durent se retirer à une distance de quarante lieues. 
Bonaparte lui-même les fit recommander l'ordre à l'abbé des chanoines réguliers de Klosterneuburg qui offrit gracieusement à la petite société une maison située à Hagenbrunn, à trois lieues de Vienne. Tournély s'établit dans ce nouveau local, le 18 avril 1797. Ses confrères y demeurèrent quatre ans, et l'institut y prit une nouvelle phase, mais il devait bientôt y trouver la fin de sa carrière. Avant de s'établir dans cette dernière maison et étant encore à Vienne, il voulut mettre la première main à une seconde fondation, ou plutôt à une seconde branche de sa congrégation, en établissant une société de femmes du même nom, et destinée à l'éducation des jeunes personnes. Il s'était abouché pour cela avec la princesse Louise de Condé, à Passau, et cette dame le suivit jusqu'à Vienne avec quatre autres ; mais il vit bientôt que la princesse ne pouvait remplir ses vues, entraînée comme elle l'était vers la vie monastique. 
Tournély songeait à obtenir, au moins par lettres, une approbation du pape, quand, attaqué de la petite vérole, il mourut à l'âge de 30 ans, le 9 juillet 1797. Ses restes ont été transférés à Vienne, le 20 novembre 1869, dans la chapelle que lui avaient fait élever les religieuses du Sacré-Cœur.
La Société du Sacré-Cœur se fondit en 1799 dans la société des Pères de la Foi. Presque tous ses membres entrèrent dans la Compagnie de Jésus, quand celle-ci fut rétablie en 1814.

## Source partielle
- « Léonor François de Tournely », dans Louis-Gabriel Michaud, Biographie universelle ancienne et moderne : histoire par ordre alphabétique de la vie publique et privée de tous les hommes avec la collaboration de plus de 300 savants et littérateurs français ou étrangers, 2e édition, 1843-1865 [détail de l’édition]
- « Léonor François de Tournely », dans Alphonse-Victor Angot et Ferdinand Gaugain, Dictionnaire historique, topographique et biographique de la Mayenne, Laval, A. Goupil, 1900-1910 [détail des éditions] (BNF 34106789, présentation en ligne), t. III; p. 792-793.